# 야하기 (방호순양함)
야하기(矢矧)는 일본 제국 해군의 이등 경순양함이다. 일본 해군의 가장 초기 경순양함이다. 일반적으로는 지쿠마급 방호순양함의 2번함으로 분류하기도 한다. 일본 해군의 법적 분류는 지쿠마급 순양함 (이등함)의 3번함이다. 함명은 나가노현에서 기후현를 거쳐 아이치현에 이르는 야하기강을 따서 붙여진 이름이다.

## 개요
지쿠마급 순양함은 일본 해군의 순양함 중 최초로 터빈 기관을 채용하였다. 기관의 성능 비교 검토를 위해, 동급함 3척(지쿠마, 야하기, 히라도)에는 각각 다른 유형의 기관을 탑재했다. 야하기의 경우 주 엔진은 파슨스식 증기 터빈 4기 4축 추진을 선택했다.
1909년 12월 23일, 나가사키 미쓰비시 조선소에서 건조 예정인 궁호(呂號) 이등 순양함을 부서 내부에서 야하기(矢矧)라고 불렀다. 야하기는 1910년 6월 20일, 미쓰비시 합자 회사 미쓰비시 조선소(현 미쓰비시 중공업 나가사키 조선소)에서 기공했다. 1911년 10월 3일, 진수식을 마치고, 이날부터 정식으로 야하기라고 명명되었다. 1912년 7월 27일 준공을 마쳤으며, 준공과 함께 이등함 (경순양함)으로 분류되었다.
제1차 세계 대전에서는 남양 군도 점령 작전에 참가했다. 또한 남중국해, 인도양, 술루해에서의 작전에 투입되었다.
1917년 11월 20일, 연합국 함선 호위 작전을 마치고 호주 프리맨틀에 입항하려던 야하기는 해안포의 포탄 공격을 받았다. 포탄은 야하기의 돛대를 스치고 갑판을 넘어 바다에 떨어졌다. 호주 정부는 야하기에 타고 있던 도선사가 적절한 신호를 보내고 않았기 때문에 경고 포격을 했다고 설명했으며, 호주 총독이 퍼스에 정박 중인 야하기로 가서 함장에게 사과를 했다.
1922년 11월 12일, 다이쇼 천황의 황태자(히로히토 친왕 이후 쇼와 천황)는 특별 기동 훈련 통재를 위해 시코쿠로 간다. 11월 13일, 황태자(섭정 궁)는 고베 항에서 전함 이세에 승함한다.(봉공함은 구축함 타니카제 谷風). 다음날, 가가와현의 다카마쓰 항에 도착하여 훈련과 각지 시찰을 했다.
1923년에서 주로 중국 해역의 경비 활동에 투입되었다. 1926년 11월 29일, 함정 분류 등급의 개정에 따라 지쿠마급 순양함이 되었고, 야하기는 동급의 3번함이 되었다.
1940년 4월 1일에 제적되어 폐함 제12호로 가칭되었고, 구레 해병단의 연습선으로 사용했다.
1943년에는 오타케로 회항하여 해군잠수학교에서 사용되다가 종전을 맞이했다.
1947년 1월 31일부터 7월 8일까지 가사도의 도크에서 해체되었다.

## 참고 문헌
- 해군역사보존회 《일본 해군의 역사》 제7권, 제9권, 제10권, 第一法規出版 1995년.
- 궁내청 편 《쇼와 천황 실록》 3권 다이쇼 10년~ 다이쇼 12년 (도쿄 서적 주식회사, 2015년 3월) ISBN 9784487744039
- 구레시 해사 역사 과학관 편찬 《일본 해군 함정 사진집》 “순양함” (다이아몬드 사, 2005년)
- 《조함 기술의 전모》 (興洋社, 1952년)